# Temporada 2021-2022 del FC Barcelona (femení)
La temporada 2021-22 és la 34a en la història del Futbol Club Barcelona, i la 25a temporada del club en la màxima categoria del futbol espanyol.

## Desenvolupament de la temporada
L'equip podia optar aquell any per 4 títols: la Lliga Iberdrola, la Copa de la Reina, la Supercopa d'Espanya i la Lliga de Campions.
El club va anunciar 6 renovacions: Patri Guijarro i Sandra Paños (renovades fins a 2024), Caroline Graham Hansen (renovada fins a 2023) i Melanie Serrano, Andrea Falcón i Ana Maria Crnogorcevic (renovades fins a 2022).
El 2 de juliol es va fer efectiu el nomenament de Jonatan Giráldez com a nou tècnic per a la temporada.
El 26 de juliol va començar la pretemporada.
El 23 de gener va guanyar la Supercopa d'Espanya en vèncer 7-0 a l'Atlético de Madrid. Amb aquest títol, el Barça femení es va convertir en el dominador absolut de totes les competicions espanyoles.
El 13 de març, quan faltaven sis jornades per a la finalització, l'equip es va proclamar campió de Lliga envers el Reial Madrid 5-0.
El Camp Nou va ser l'escenari del rècord mundial d'espectadors en un partit de futbol femení, amb 91.553 espectadors, el 30 de març del 2022. Va ser un partit del Barcelona contra el Madrid que va guanyar l'equip local per 5 a 2, a més del segon partit oficial de l'equip a l'estadi i el primer amb presència del públic. Va tenir lloc a partir de 18:45. El primer i únic partit femení al Camp Nou abans d'aquest havia estat feia cinquanta anys. Fins al moment, la marca més alta d'espectadors en un partit de futbol femení la tenia l'estadi Wanda Metropolitano amb 60.739 espectadors en un partit entre l'Atlètic de Madrid i el Barça l'any 2019. A més a més, el clàssic del 30 de març de 2022 es va convertir en el partit de la Lliga de Campions Femenina amb més afluència, puix que va superar les 50.112 persones que el 2012 van acudir a l'Olympiastadion a presenciar la final entre l'Olympique de Lyon i l'Eintracht Frankfurt.
En el següent partit de semifinals de la Lliga de Campions, el 22 d'abril del 2022, es va tornar a batre el rècord d'audiència en un partit de futbol femení contra el VfL Wolfsburg amb 91.648 espectadors. El resultat de la trobada va ser de 5 a 1, a favor del Barça com en l'anterior. Novament, l'hora d'inici va ser 18:45 i la ubicació, el Camp Nou.
L'equip va superar el millor inici de la història de la Lliga en guanyar 29 de 29 partits (abans el rècord era de 28 victòries, tant per al Llevant (2000-01) com per al Barça la temporada anterior).
Va finalitzar la lliga amb un ple de victòries (30 de 30 partits jugats) i 148 gols marcats i 11 encaixats.
El 21 de maig va perdre la final de la Lliga de Campions envers l'Olympique de Lió per 1-3.
El 29 de maig va acabar la temporada amb la victòria de la Copa de la Reina contra l'Sporting Club de Huelva per 6 a 1.

## Jugadores i cos tècnic

### Plantilla
La plantilla i el cos tècnic del primer equip per a la temporada van ser els següents:
| N. | Pos. | Nac. | Jugador                |
| -- | ---- | --- | ---------------------- |
| 1  | POR  | [[Fitxer:Flag of the Valencian Community (2x3).svg\|23x15px\|border \|alt=País Valencià\|link=Selecció de futbol del País Valencià\|{{#if:\|]] | Sandra Paños 3a        |
| 2  | DEF  | [[Fitxer:Flag of the Basque Country.svg\|23x15px\|border \|alt=País Basc\|link=Selecció de futbol del País Basc\|{{#if:\|]]                    | Irene Paredes          |
| 3  | DEF  | [[Fitxer:Flag of Catalonia.svg\|23x15px\|border \|alt=Catalunya\|link=Selecció de futbol de Catalunya\|{{#if:\|]]                              | Jana Fernández         |
| 4  | DEF  | [[Fitxer:Flag of Spain.svg\|23x15px\|border \|alt=Espanya\|link=Selecció de futbol d'Espanya\|{{#if:\|]]                                       | Mapi León              |
| 5  | DEF  | [[Fitxer:Flag of Spain.svg\|23x15px\|border \|alt=Espanya\|link=Selecció de futbol d'Espanya\|{{#if:\|]]                                       | Melanie Serrano        |
| 6  | DAV  | [[Fitxer:Flag of Catalonia.svg\|23x15px\|border \|alt=Catalunya\|link=Selecció de futbol de Catalunya\|{{#if:\|]]                              | Claudia Pina           |
| 7  | DAV  | [[Fitxer:Flag of Norway.svg\|23x15px\|border \|alt=Noruega\|link=Selecció de futbol de Noruega\|{{#if:\|]]                                     | Caroline Graham Hansen |
| 8  | DEF  | [[Fitxer:Flag of Catalonia.svg\|23x15px\|border \|alt=Catalunya\|link=Selecció de futbol de Catalunya\|{{#if:\|]]                              | Marta Torrejón 2a      |
| 9  | MIG  | [[Fitxer:Flag of the Balearic Islands.svg\|23x15px\|border \|alt=Illes Balears\|link=Selecció de futbol de les Illes Balears\|{{#if:\|]]       | Mariona Caldentey      |
| 10 | DAV  | [[Fitxer:Flag of Spain.svg\|23x15px\|border \|alt=Espanya\|link=Selecció de futbol d'Espanya\|{{#if:\|]]                                       | Jennifer Hermoso       |
| 11 | DAV  | [[Fitxer:Flag of Catalonia.svg\|23x15px\|border \|alt=Catalunya\|link=Selecció de futbol de Catalunya\|{{#if:\|]]                              | Alexia Putellas 1a     |
| 12 | MIG  | [[Fitxer:Flag of the Balearic Islands.svg\|23x15px\|border \|alt=Illes Balears\|link=Selecció de futbol de les Illes Balears\|{{#if:\|]]       | Patricia Guijarro 4a   |

| N. | Pos. | Nac. | Jugador                |
| -- | ---- | --- | ---------------------- |
| 13 | POR  | [[Fitxer:Flag of the Balearic Islands.svg\|23x15px\|border \|alt=Illes Balears\|link=Selecció de futbol de les Illes Balears\|{{#if:\|]] | Cata Coll              |
| 14 | MIG  | [[Fitxer:Flag of Catalonia.svg\|23x15px\|border \|alt=Catalunya\|link=Selecció de futbol de Catalunya\|{{#if:\|]]                        | Aitana Bonmatí         |
| 15 | DEF  | [[Fitxer:Flag of Catalonia.svg\|23x15px\|border \|alt=Catalunya\|link=Selecció de futbol de Catalunya\|{{#if:\|]]                        | Leila Ouahabi          |
| 16 | DAV  | [[Fitxer:Flag of Sweden.svg\|23x15px\|border \|alt=Suècia\|link=Selecció de futbol de Suècia\|{{#if:\|]]                                 | Fridolina Rolfö        |
| 17 | DEF  | [[Fitxer:Flag of Catalonia.svg\|23x15px\|border \|alt=Catalunya\|link=Selecció de futbol de Catalunya\|{{#if:\|]]                        | Andrea Pereira         |
| 18 | DEF  | [[Fitxer:Flag of Switzerland.svg\|23x16px\|border \|alt=Suïssa\|link=Selecció de futbol de Suïssa\|{{#if:\|]]                            | Ana Maria Crnogorcevic |
| 19 | DAV  | [[Fitxer:Flag of Catalonia.svg\|23x15px\|border \|alt=Catalunya\|link=Selecció de futbol de Catalunya\|{{#if:\|]]                        | Bruna Vilamala         |
| 20 | DAV  | [[Fitxer:Flag of Nigeria.svg\|23x15px\|border \|alt=Nigèria\|link=Selecció de futbol de Nigèria\|{{#if:\|]]                              | Asisat Oshoala         |
| 21 | DAV  | [[Fitxer:Flag of Spain.svg\|23x15px\|border \|alt=Espanya\|link=Selecció de futbol d'Espanya\|{{#if:\|]]                                 | Andrea Falcón          |
| 22 | DAV  | [[Fitxer:Flag of the Netherlands.svg\|23x15px\|border \|alt=Països Baixos\|link=Selecció de futbol dels Països Baixos\|{{#if:\|]]        | Lieke Martens          |
| 23 | DAV  | [[Fitxer:Flag of Norway.svg\|23x15px\|border \|alt=Noruega\|link=Selecció de futbol de Noruega\|{{#if:\|]]                               | Ingrid Engen           |
| 24 | POR  | [[Fitxer:Flag of Catalonia.svg\|23x15px\|border \|alt=Catalunya\|link=Selecció de futbol de Catalunya\|{{#if:\|]]                        | Gemma Font             |

FC Barcelona Femení B
| N. | Pos. | Nac. | Jugador         |
| -- | ---- | --- | --------------- |
| 28 | DEF  | [[Fitxer:Flag of Catalonia.svg\|23x15px\|border \|alt=Catalunya\|link=Selecció de futbol de Catalunya\|{{#if:\|]] | Maria Molina    |
| 29 | MIG  | [[Fitxer:Flag of Catalonia.svg\|23x15px\|border \|alt=Catalunya\|link=Selecció de futbol de Catalunya\|{{#if:\|]] | María Pérez     |
| 31 | MIG  | [[Fitxer:Flag of Catalonia.svg\|23x15px\|border \|alt=Catalunya\|link=Selecció de futbol de Catalunya\|{{#if:\|]] | Júlia Bartel    |
| 32 | DAV  | [[Fitxer:Flag of Spain.svg\|23x15px\|border \|alt=Espanya\|link=Selecció de futbol d'Espanya\|{{#if:\|]]          | Ornella Vignola |

| N. | Pos. | Nac. | Jugador           |
| -- | ---- | --- | ----------------- |
| 33 | DAV  | [[Fitxer:Flag of Catalonia.svg\|23x15px\|border \|alt=Catalunya\|link=Selecció de futbol de Catalunya\|{{#if:\|]] | Ona Baradad       |
| 38 | DEF  | [[Fitxer:Flag of Catalonia.svg\|23x15px\|border \|alt=Catalunya\|link=Selecció de futbol de Catalunya\|{{#if:\|]] | Martina Fernández |
| 39 | DEF  | [[Fitxer:Flag of Catalonia.svg\|23x15px\|border \|alt=Catalunya\|link=Selecció de futbol de Catalunya\|{{#if:\|]] | Esther Laborde    |

Altes
| N. | Pos. | Nac. | Jugador                                                                                           |
| -- | ---- | --- | ------------------------------------------------------------------------------------------------- |
| —  | MIG  | [[Fitxer:Flag of Norway.svg\|23x15px\|border \|alt=Noruega\|link=Selecció de futbol de Noruega\|{{#if:\|]]                  | Ingrid Engen (6 de juliol. Del VfL Wolfsburg (femení), carta de llibertat))                       |
| —  | DAV  | [[Fitxer:Flag of Sweden.svg\|23x15px\|border \|alt=Suècia\|link=Selecció de futbol de Suècia\|{{#if:\|]]                    | Fridolina Rolfö (7 de juliol. Del VfL Wolfsburg (femení), carta de llibertat))                    |
| —  | DEF  | [[Fitxer:Flag of the Basque Country.svg\|23x15px\|border \|alt=País Basc\|link=Selecció de futbol del País Basc\|{{#if:\|]] | Irene Paredes (8 de juliol. Del Paris Saint-Germain Football Club Féminines, carta de llibertat)) |

Retorns
| N. | Pos. | Nac. | Jugador                                                                  |
| -- | ---- | --- | ------------------------------------------------------------------------ |
| —  | DAV  | [[Fitxer:Flag of Catalonia.svg\|23x15px\|border \|alt=Catalunya\|link=Selecció de futbol de Catalunya\|{{#if:\|]] | Claudia Pina (26 de juliol. Retorna de la cessió al Sevilla FC (femení)) |

Baixes
| N. | Pos. | Nac. | Jugador                                                   |
| -- | ---- | --- | --------------------------------------------------------- |
| 6  | MIG  | [[Fitxer:Flag of Catalonia.svg\|23x15px\|border \|alt=Catalunya\|link=Selecció de futbol de Catalunya\|{{#if:\|]]               | Vicky Losada (4 de juny. A Manchester City (femení))      |
| 10 | MIG  | [[Fitxer:Flag of France (1794–1815, 1830–1974).svg\|23x15px\|border \|alt=França\|link=Selecció de futbol de França\|{{#if:\|]] | Kheira Hamraoui (15 de juny. A Paris Saint Germain)       |
| —  | DAV  | [[Fitxer:Flag of Catalonia.svg\|23x15px\|border \|alt=Catalunya\|link=Selecció de futbol de Catalunya\|{{#if:\|]]               | Carla Armengol (30 de juny. Al Deportivo Alavés (femení)) |

Cessions
| N. | Pos. | Nac. | Jugador                                                                                        |
| -- | ---- | --- | ---------------------------------------------------------------------------------------------- |
| 3  | DEF  | [[Fitxer:Flag of Catalonia.svg\|23x15px\|border \|alt=Catalunya\|link=Selecció de futbol de Catalunya\|{{#if:\|]] | Laia Codina (29 de juliol. Cessió a l'Associazione Calcio Milan (femení) fins al 30 juny 2022) |
| —  | DAV  | [[Fitxer:Flag of Catalonia.svg\|23x15px\|border \|alt=Catalunya\|link=Selecció de futbol de Catalunya\|{{#if:\|]] | Candela Andújar (29 de juliol. Cessió al València Fèmines Club de Futbol fins al 30 juny 2022) |
| —  | DEF  | [[Fitxer:Flag of Catalonia.svg\|23x15px\|border \|alt=Catalunya\|link=Selecció de futbol de Catalunya\|{{#if:\|]] | Emma Ramírez (29 de juliol. Cessió al Reial Societat (femení) fins al 30 juny 2022)            |
| 29 | DAV  | [[Fitxer:Flag of Brazil.svg\|23x15px\|border \|alt=Brasil\|link=Selecció de futbol del Brasil\|{{#if:\|]]         | Giovana Queiroz (12 d'agost. Cessió al Llevant Unió Esportiva (femení) fins al 30 juny 2022)   |
| 21 | DAV  | [[Fitxer:Flag of Spain.svg\|23x15px\|border \|alt=Espanya\|link=Selecció de futbol d'Espanya\|{{#if:\|]]          | Andrea Falcón (18 de gener. Cessió al Llevant Unió Esportiva (femení) fins al 30 juny 2022)    |

### Cos tècnic 2021-2022
- Entrenador:  Jonatan Giráldez
- Segon entrenador:  Rafel Navarro[36]
- Tècnic auxiliar:  Pere Romeu
- Preparadora física:  Berta Carles
- Preparador físic:  Jacob González
- Entrenador de porteres:  Oriol Casares

## Partits
Victòria       Empat       Derrota

### Pretemporada
| 4 d'agost de 2021 | FC Barcelona (femení) | 17-0 | Elx Club de Futbol (femení) | San Pedro del Pinatar, Espanya              |  |
| 19:00 CEST        | 1-0, Claudia Pina (9'); 2-0, Alexia (11'); 3-0, Bartel (15'); 4-0, Claudia Pina (19'); 5-0, Claudia Pina (22'); 6-0, Ana Crnogorcevic (28'); 7-0, Alexia (40'); 8-0, Bruna Vilamala (53'); 9-0, Caroline Graham Hansen (65'); 10-0, Aitana (70'); 11-0, Mingueza (71'); 12-0, Bruna Vilamala (74'); 13-0, Mariona (78'); 14-0, Melanie (82'); 15-0, Bruna Vilamala (84'); 16-0, Maria Molina (88'); 17-0, Mariona 17-0 (90') |      |                             | Pinatar Arena · Kevin Javier Moreno Muñoz · |  |

| 8 d'agost de 2021                        | FC Barcelona (femení) | 6-0 | Juventus Football Club (femení) | Sant Joan Despí, Catalunya                    |  |
| 18:00 CEST 1r Torneig Joan Gamper femení | 1-0, Aitana (2'); 2-0, J. Hermoso (3'); 3-0, Paredes (12'); 4-0, J. Hermoso (16'); 5-0, Caroline Graham Hansen (27'); 6-0, Bruna Vilamala (48') |     |                                 | Estadi Johan Cruyff · Ylenia Sánchez Miguel · |  |

| 13 d'agost de 2021 | FC Barcelona (femení)                                      | 3-0 | Montpellier HSC (femení) | Sant Joan Despí, Catalunya                    |  |
| 18:30 CEST         | 1-0 Aitana (4'); 2-0 Claudia Pina (30'), Maria Pérez (80') |     |                          | Estadi Johan Cruyff · Ainara Acevedo Dudley · |  |

| 19 d'agost de 2021                                         | FC Barcelona (femení)                | 2-3 | Olympique Lyonnais (femení)                        | Portland, Estats Units                           |  |
| 02:30 CEST International Champions Cup Femenina Semifinals | 1-0 Mariona (10'): 2-0 Mariona (62') |     | 1-1 Majri (20'); 1-2 Henry (27'); 2-3 Malart (86') | Providence Park, Estats Units · Katja Koroleva · |  |

| 22 d'agost de 2021                                      | Houston Dash                          | 2-3 | FC Barcelona (femení)                                             | Portland, Estats Units                              |  |
| 01:36 CEST International Champions Cup Femenina 3r lloc | 1-1, Naughton (47'); 2-1, Groom (62') |     | 0-1, Ana Crnogorcevic (34'); 2-2, Alèxia (72'); 2-3, Alèxia (78') | Providence Park, Estats Units · Samantha Martinez · |  |

| 28 d'agost de 2021 | Rosenborg BK (femení) | 0-3 | FC Barcelona (femení)                                                         | Trondheim, Noruega                             |  |
| 16:00 CEST Amistós |                       |     | 0-1, Aitana (39'); 0-2, Caroline Graham Hansen (84'); 0-3, Claudia Pina (92') | Lerkendal Stadion, Noruega · Henrikke Nervik · |  |

### Lliga
| 4 de setembre de 2021 | FC Barcelona (femení)                                                                                      | 5-0 | UD Granadilla | Sant Joan Despí, Catalunya                         |  |
| 12:00 CEST Jornada 1  | 1-0, Bruna (32'); 2-0, Bruna (35'); 3-0, Alexia (54'); 4-0, Patri Guijarro (68'); 5-0, Claudia Pina (81'). |     |               | Estadi Johan Cruyff, Catalunya · Alicia Espinosa · |  |

| 11 de setembre de 2021 | Real Betis Balompié (femení) | 0-5 | FC Barcelona (femení)                                                                             | Sevilla, Andalusia                                    |  |
| 12:30 CEST Jornada 2   |                              |     | 0-1, Alexia (45+5'); 0-2, Oshoala (48'); 0-3, Mariona (52'); 0-4, Rolfö (64'); 0-5, Oshoala (69') | Ciudad Deportiva Luis del Sol · Olatz Rivera Olmedo · |  |

| 25 de setembre de 2021 | FC Barcelona (femení) | 8-0 | València Fèmines Club de Futbol | Sant Joan Despí, Catalunya                                       |  |
| 12:00 CEST Jornada 3   | 1-0, Oshoala (24'); 2-0, Alexia (27'); 3-0, Alexia (28'); 4-0, Alexia (31'); 5-0, Mariona (32'); 6-0, Oshoala (46'); 7-0, Martens (71'); 8-0, Graham (84') |     |                                 | Estadi Johan Cruyff Catalunya · María Dolores Martínez Madrona · |  |

| 29 de setembre de 2021 | Vila-real Club de Futbol (femení) | 0-8 | FC Barcelona (femení) | Vila-real, Comunitat Valenciana                             |  |
| 18:00 CEST Jornada 4   |                                   |     | 0-1, Martens (16'); 0-2, Alexia (28'); 0-3, Torrejón (36'); 0-4, Aitana (47'); 0-5, Alexia (52'); 0-6, Oshoala (55'); 0-7, Oshoala (80'); 0-8, Martens (82') | Camp 5 de la Ciutat Esportiva · Arantza Gallastegui Pérez · |  |

| 2 d'octubre de 2021  | FC Barcelona (femení) | 9-1 | Deportivo Alavés (femení) | Sant Joan Despí, Catalunya                            |  |
| 12:00 CEST Jornada 5 | 1-1, Bruna (28'); 2-1, Martens (37'); 3-1, Crnogorcevic (42'); 4-1, Mariona (47'); 5-1, Hansen (50'); 6-1, Melanie (52'); 7-1, Pina (73'); 8-1, Jana (80'); 9-1, Oshoala (84') |     | 0-1, Jordan Clark (17')   | Estadi Johan Cruyff Catalunya · Xiomara Díaz García · |  |

| 9 d'octubre de 2021  | Atlético de Madrid (femení) | 0-3 | FC Barcelona (femení)                                     | Alcalá de Henares, Comunitat de Madrid                                               |  |
| 17:00 CEST Jornada 6 |                             |     | 0-1, Oshoala (35'); 0-2, Alexia (71'); 0-3, Martens (74') | Centro Deportivo Wanda Alcalá de Henares Comunitat de Madrid · Marta Huerta de Aza · |  |

| 17 d'octubre de 2021 | Sporting Club de Huelva | 0-5 | FC Barcelona (femení)                                                                                | Huelva, Andalusia                                                |  |
| 12:00 CEST Jornada 7 |                         |     | 0-1, Blanco (28', p.p.); 0-2, Alexia (55'); 0-3, Aitana (63'); 0-4, Paredes (64'); 0-5, Aitana (76') | Ciudad Deportiva Decano del Fútbol Español · Marta Frias Acedo · |  |

| 31 d'octubre de 2021 | FC Barcelona (femení) | 8-1 | Reial Societat (femení) | Sant Joan Despí, Catalunya                                  |  |
| 12:00 CEST Jornada 8 | 1-0, Rolfö (3'); 2-1, Oshoala (23'); 3-1, Oshoala (38'); 4-1, Martens (62'); 5-1, Jenni Hermoso (65'); 6-1, Torre (pp. 84'); 7-1, Martens (87'); 8-1, Clàudia Pina (92') |     | 1-1, Franssi (9')       | Estadi Johan Cruyff, Catalunya · Zulema González González · |  |

| 6 de novembre de 2021 | Sociedad Deportiva Eibar (femení) | 0-3 | FC Barcelona (femení)                                                 | Eibar, País Basc                                                |  |
| 12:00 CEST Jornada 9  |                                   |     | 0-1, Crnogorcevic (19'); 0-2, Oshoala (24'); 0-3, Jenni Hermoso (38') | Complejo Deportivo de Unbe País Basc · Beatriz Cuesta Arribas · |  |

| 13 de novembre de 2021 | FC Barcelona (femení)                                                                                           | 4-0 | Llevant Unió Esportiva (femení) | Sant Joan Despí, Catalunya                     |  |
| 12:00 CEST Jornada 10  | 1-0, Aitana Bonmatí (13'); 2-0, Alexia Putellas (44'); 3-0, Lieke Martens (66'); 4-0, Jennifer Hermoso (p. 94') |     |                                 | Estadi Johan Cruyff · Elia Martínez Martínez · |  |

| 20 de novembre de 2021 | Sevilla FC (femení)  | 1-10 | FC Barcelona (femení) | Sevilla, Andalusia                              |  |
| 11:00 CEST Jornada 11  | 1-5, Del Estal (44') |      | 0-1, J. Hermoso (1'); 0-2, Crnogorcevic (5'); 0-3, Crnogorcevic (16'); 0-4, J. Hermoso (26'); 0-5, Rolfö (36), 1-6, Rolfö (57'); 1-7, Pina (81); 1-8, Mariona (82'); 1-9, J. Hermoso (85'); 1-10, J. Hermoso (92') | Estadi Jesús Navas · Arantza Gallastegi Pérez · |  |

| 4 de desembre de 2021 | FC Barcelona (femení)                                               | 4-0 | Athletic Club de Bilbao (femení) | Sant Joan Despí, Catalunya                              |  |
| 12:00 CEST Jornada 12 | J. Hermoso (50'), J. Hermoso (75'), C. Pina (87'), A. Bonmatí (92') |     |                                  | Estadi Johan Cruyff Catalunya · Elena Casal Fernández · |  |

| 12 de desembre de 2021 | Real Madrid Club de Fútbol (femení) | 1-3 | FC Barcelona (femení)                                     | Madrid, Comunitat de Madrid                       |  |
| 12:00 CEST Jornada 13  | 1-3, Asllani (52')                  |     | 0-1, Martens (8'); 0-2, Paredes (18'); 0-3, Martens (23') | Estadi Alfredo Di Stéfano · Marta Huerta de Aza · |  |

| 18 de desembre de 2021 | FC Barcelona (femení)                                                                                         | 4-0 | Rayo Vallecano (femení) | Sant Joan Despí, Catalunya                  |  |
| 12:00 CEST Jornada 14  | 1-0, Jana Fernàndez (15'); 2-0, Melanie Serrano (80'); 3-0, Jennifer Hermoso (87'); 4-0, Aitana Bonmatí (93') |     |                         | Estadi Johan Cruyff · Olatz Rivera Olmedo · |  |

| 22 de desembre de 2021 | FC Barcelona (femení) | 7-0 | Madrid CFF | Sant Joan Despí, Catalunya                        |  |
| 17:00 CEST Jornada 15  | 1-0, Alexia (12'); 2-0, Ulloa (22', p. p.) ; 3-0, J. Hermoso (27'); 4-0, Martens (29'); 5-0, Alexia (53', p.); 6-0, Alexia (66'); 7-0, Leila (83') |     |            | Estadi Johan Cruyff · María Eugenia Gil Soriano · |  |

| 8 de gener de 2022    | UD Granadilla | 0-7 | FC Barcelona (femení)                                                                                               | Granadilla de Abona, Illes Canàries                 |  |
| 17:00 CEST Jornada 16 |               |     | 0-1, Pisco (25', pp); 0-2, Hansen (29'); 0-3, Rolfö (48'); 0-4, Martens (63'), 0-5, Martens (69'), 0-6, Patri (74') | La Palmera Illes Canàries · Paola Cebollada López · |  |

| 12 de gener de 2022   | FC Barcelona (femení)                                                                           | 5-0 | Sporting Club de Huelva | Sant Joan Despí, Catalunya                              |  |
| 17:00 CEST Jornada 17 | 1-0, Martens (34'); 2-0, Martens (62'); 3-0, Martens (74'); 4-0, Rolfö (75'); 5-0, Alexia (79') |     |                         | Estadi Johan Cruyff Catalunya · Beatriz Arregui Gamir · |  |

| 9 de febrer de 2022 (Ajornat per Covid) | Reial Societat (femení) | 1-9 | FC Barcelona (femení) | Zubieta, País Basc                                            |  |
| 17:00 CEST Jornada 18                   | 1-8, Emma Ramírez (88') |     | 0-1, Oshoala (8'); 0-2, Oshoala (44'); 0-3, Rolfö (54'); 0-4, Paredes (58'); 0-5, Martens (61'); 0-6, Alexia (78'); 0-7, Claudia Pina (83'); 0-8, Jenni (86'); 1-9, Marta (91') | Instal·lacions de Zubieta País Basc · Elena Peláez Arnillas · |  |

| 29 de gener de 2022   | FC Barcelona (femení)                                                        | 4-0 | Real Betis Balompié (femení) | Sant Joan Despí, Catalunya                |  |
| 12:00 CEST Jornada 19 | 1-0, Oshoala (18'); 2-0, Oshoala (37'); 3-0, Oshoala (45'); 4-0, Rolfö (66') |     |                              | Estadi Johan Cruyff · Marta Frias Acedo · |  |

| 2 de febrer de 2022   | Llevant Unió Esportiva (femení) | 1-4 | FC Barcelona (femení)                                                                 | Bunyol, Comunitat Valenciana                            |  |
| 17:00 CEST Jornada 20 | 1-4, Pinto (86')                |     | 0-1, Oshoala (25'); 0-2, Patri (33'); 0-3, Jennifer Hermoso (35'); 0-4, Hansen (46'); | Ciutat Esportiva de Bunyol · Arantza Gallastegi Pérez · |  |

| 6 de febrer de 2022   | FC Barcelona (femení) | 7-0 | Sociedad Deportiva Eibar (femení) | Sant Joan Despí, Catalunya                            |  |
| 12:00 CEST Jornada 21 | 1-0, Marta Torrejón (7'); 2-0, Claudia Pina (11'); 3-0, Marta Torrejón (15'); 4-0, María León (23'); 5-0, Leila (27'); 6-0, Melanie Serrano (52'); 7,0, Aitana Bonmatí (87') |     |                                   | Estadi Johan Cruyff Catalunya · Amy Peñalver Pearce · |  |

| 13 de febrer de 2022  | Athletic Club de Bilbao (femení) | 0-3 | FC Barcelona (femení)                                       | Lezama, País Basc                                                     |  |
| 12:00 CEST Jornada 22 |                                  |     | 0-1, Torrejón (42'); 0-2, Oshoala (50'); 0-3, Mariona (62') | Instal·lacions de Lezama País Basc · María Dolores Martínez Madrona · |  |

| 6 de març de 2022     | Deportivo Alavés (femení) | 0-6 | FC Barcelona (femení) | Vitòria, País Basc                                                      |  |
| 12:00 CEST Jornada 23 |                           |     | 0-1, Claudia Pina (13'); 0-2, Rolfö (29'); 0-3, Engen (33'); 0-4, Ona Baradad (35'); 0-5, Claudia Pina (66'); 0-6, Claudia Pina (73') | Ciudad Deportiva José Luis Compañón País Basc · Elana Peláez Arnillas · |  |

| 13 de març de 2022    | FC Barcelona (femení)                                                                                                | 5-0 | Real Madrid Club de Fútbol (femení) | Sant Joan Despí, Catalunya                  |  |
| 12:00 CEST Jornada 24 | 1-0, Alexia (42'); 2-0, Alexia (44'); 3-0, Patri Guijarro (60'); 4-0, Peter (66', p.p.); 5-0, Jennifer Hermoso (83') |     |                                     | Estadi Johan Cruyff · Arantza Gallastegui · |  |

| 26 de març de 2022    | Madrid CFF      | 1-2 | FC Barcelona (femení)                                   | Madrid, Comunitat de Madrid                                   |  |
| 12:00 CEST Jornada 25 | 1-0, Geyse (3') |     | 1-1, Jennifer Hermoso (38'); 1-2, Alexia Putellas (48') | Estadio Municipal Antiguo Canódromo · Beatriz Arregui Gamir · |  |

| 2 d'abril de 2022     | FC Barcelona (femení) | 6-1 | Vila-real Club de Futbol (femení) | Sant Joan Despí, Catalunya                               |  |
| 12:00 CEST Jornada 26 | 1-1, Claudia Pina (47'), 2-1, Claudia Pina (48'); 3-1, Crnogorcevic (60'); 4-1, Claudia Pina, (63'); 5-1, Ingrid Engen, (66'); 6-1, Caroline Hansen-Graham (72') |     | 0-1, Salma Paralluelo (12')       | Estadi Johan Cruyff Catalunya · Raquel Suárez González · |  |

| 16 d'abril de 2022    | València Fèmines Club de Futbol | 0-2 | FC Barcelona (femení)                   | Paterna, Comunitat Valenciana                                       |  |
| 12:00 CEST Jornada 27 |                                 |     | 0-1, Aitana (17'); 0-2, Mapi León (82') | Estadi Antonio Puchades Comunitat Valenciana · Patricia Luna Varo · |  |

| 5 de maig de 2022     | FC Barcelona (femení)                                                                        | 5-1 | Sevilla FC (femení) | Sant Joan Despí, Catalunya                        |  |
| 17:00 CEST Jornada 28 | 1-1, Pina (58'); 2-1, Oshoala (60'); 3-1, Alexia (74'); 4-1, Mariona (88'); 5-1, Jenni (90') |     | 0-1, Payne (40')    | Estadi Johan Cruyff Catalunya · Peláez Arnillas · |  |

| 8 de maig de 2022     | Rayo Vallecano (femení)    | 1-6 | FC Barcelona (femení)                                                                                             | Madrid, Comunitat de Madrid                                        |  |
| 16:00 CEST Jornada 29 | 1-0, Paula Fernández (11') |     | 1-1 Aitana (21'); 1-2 Aitana (45'); 1-3 Marta Torrejón (57'): 1-4 Pina (64'); 1-5 Hermoso (67'); 1-6 Aitana (81') | Ciudad Deportiva Rayo Vallecano (Camp 4) · Elena Casal Fernández · |  |

| 15 de maig de 2022    | FC Barcelona (femení)                               | 2-1 | Atlético de Madrid (femení) | Sant Joan Despí, Catalunya                  |  |
| 12:00 CEST Jornada 30 | 1-0, Irene Paredes (11'); 2-0, Aitana Bonmatí (23') |     | 1-2 Sampedro (64')          | Estadi Johan Cruyff · Arantza Gallestegui · |  |

### Copa de la Reina
| 2 de març de 2022    | Rayo Vallecano (femení)         | 1-3 | FC Barcelona (femení)                                                               | Madrid, Comunitat de Madrid                                          |  |
| 16:00 CEST 1/8 final | 1-3, Paula Fernández (p.) (82') |     | 0-1, Jennifer Hermoso (3'); 0-2, Alexia Putellas (42'); 0-3, Jennifer Hermoso (53') | Ciudad Deportiva Rayo Vallecano (Campo 5) · Raquel Suárez González · |  |

| 16 de març de 2022   | Reial Societat (femení) | 0-3 | FC Barcelona (femení)                                 | Zubieta, País Basc                                                   |  |
| 20:45 CEST 1/4 final |                         |     | 0-1, Pina (10'); 0-2, Alexia (52'); 0-3, Alexia (58') | Instal·lacions de Zubieta País Basc · Elia María Martínez Martínez · |  |

| 25 de maig de 2022    | FC Barcelona (femení)                                                         | 4-0 | Real Madrid Club de Fútbol (femení) | Alcorcón, Comunitat de Madrid                                    |  |
| 21:00 CEST Semifinals | 1-0, Martens (19'); 2-0, Aitana (47'); 3-0, Mariona (52'); 4-0, Oshoala (75') |     |                                     | Estadi Santo Domingo Comunitat de Madrid · Marta Huerta de Aza · |  |

| 29 de maig de 2022 | Sporting Club de Huelva | 1-6 | FC Barcelona (femení) | Alcorcón, Comunitat de Madrid                                         |  |
| 11:30 CEST Final   | 2-1, Castelló (62')     |     | 1-0, Fisher (min 25' p.p.); 2-0, María León (32'); 3-1, Crnogorcevic (71'); 4-1, Pina (80'); 5-1, Martens (86'); 6-1, Alexia (92') | Estadi Santo Domingo Comunitat de Madrid · Zulema González González · |  |

### Supercopa d'Espanya
| 19 de gener de 2022   | FC Barcelona (femení) | 1-0 | Real Madrid Club de Fútbol (femení) | Las Rozas de Madrid                                    |  |
| 19:15 CEST Semifinals | 1-0, min Alexia (91') | ]   |                                     | Ciudad del Fútbol de Las Rozas · Olatz Rivera Olmedo · |  |

| 23 de gener de 2022 | FC Barcelona (femení) | 7-0    | Atlético de Madrid (femení) | Las Rozas de Madrid                                     |  |
| 12:00 CEST Final    | 1-0, Engen (16'); 2-0, Graham (24'); 3-0, Graham (26'); 4-0, Rolfö (47'); 5-0, Graham (50'); 6-0, Martens (85'); 7-0, Martens (90') | [ 38 ] |                             | Ciudad del Fútbol de Las Rozas · Marta Huerta de Haza · |  |

### Lliga de Campions
Fase de Grups: Grup C
| Equip               | Pts | PJ | PG | PE | PP | GF | GC | DG  |
| ------------------- | --- | -- | -- | -- | -- | -- | -- | --- |
| FC Barcelona        | 18  | 6  | 6  | 0  | 0  | 24 | 1  | +23 |
| Arsenal             | 9   | 6  | 3  | 0  | 3  | 14 | 13 | +1  |
| TSG 1899 Hoffenheim | 9   | 6  | 3  | 0  | 3  | 11 | 15 | -4  |
| HB Køge             | 0   | 6  | 0  | 0  | 6  | 2  | 22 | -20 |

| 5 d'octubre de 2021           | FC Barcelona (femení)                                                         | 4-1 | Arsenal Women Football Club | Sant Joan Despí, Catalunya            |  |
| 21:00 CEST Jornada 1 Lligueta | 1-0, Mariona (31'); 2-0, Alexia (42'); 3-0, Oshoala (48'); 4-1, Martens (84') |     | 3-1, Maanum (74')           | Estadi Johan Cruyff · Jana Adamkova · |  |

| 14 d'octubre de 2021          | HB Køge | 0-2 | FC Barcelona (femení)                   | Køge, Dinamarca                 |  |
| 18:45 CEST Jornada 2 Lligueta |         |     | 0-1, Rolfö (63'); 0-2, Hermoso (p. 94') | Køge Stadium · Esther Staubli · |  |

| 10 de novembre de 2021        | FC Barcelona (femení)                                                                       | 4-0 | TSG 1899 Hoffenheim (femení) | Sant Joan Despí, Catalunya           |  |
| 18:45 CEST Jornada 3 Lligueta | 1-0, Jennifer Hermoso (5'); 2-0, Alexia (19'); 3-0, Alexia (34'); 4-0, Marta Torrejón (74') |     |                              | Estadi Johan Cruyff · Sara Persson · |  |

| 17 de novembre de 2021        | TSG 1899 Hoffenheim (femení) | 0-5 | FC Barcelona (femení)                                                                                                 | Sinsheim, Alemanya                       |  |
| 18:45 CEST Jornada 4 Lligueta |                              |     | 0-1, Alexia (p.41'); 0-2, Irene Paredes (54'); 0-3, Aitana (57'); 0-4, Marta Torrejón, (89'); 0-5, Crnogorčević (91') | Dietmar-Hopp-Stadion · Ivana Martinčić · |  |

| 9 de desembre de 2021         | Arsenal Women Football Club | 0-4 | FC Barcelona (femení)                                                                   | Londres, Regne Unit                         |  |
| 21:00 CEST Jornada 5 Lligueta |                             |     | 0-1, Aitana (22'); 0-2, Jenni Hermoso (28'); 0-3, Rolfo (45'); 0-4, Jenni Hermoso (75') | Emirates Stadium · Anastasia Pustovoitova · |  |

| 15 de desembre de 2021        | FC Barcelona (femení)                                                                       | 5-0 | HB Køge | Sant Joan Despí, Catalunya              |  |
| 21:00 CEST Jornada 6 Lligueta | 1-0, Leila (10'); 2-0, Rolfo (30'); 3-0, Alexia (44'); 4-0, Engen (66'); 5-0, Martens (74') |     |         | Estadi Johan Cruyff · Petra Pavlikova · |  |

Fase final
| 22 de març de 2022         | Real Madrid Club de Fútbol (femení) | 1-3 | FC Barcelona (femení)                                 | Madrid, Comunitat de Madrid                   |  |
| 21:00 CEST 1/4 final anada | 1-0, Olga Carmona (8')              |     | 1-1, Alexia (52'); 1-2, Pina (81'); 1-3, Alexia (94') | Estadi Alfredo Di Stéfano · Lina Lehtovaara · |  |

| 30 de març de 2022           | FC Barcelona (femení) | 5-2 | Real Madrid Club de Fútbol (femení)         | Barcelona, Catalunya                      |  |
| 18:45 CEST 1/4 final tornada | 1-0, María León (8'); 2-2, Aitana Bonmatí (52'); 3-2, Claudia Pina (55'); 4-2, Alèxia Putellas (62'); 5-2, Graham Hansen (70') |     | 1-1, Olga Carmona (16'); 1-2, Zornoza (48') | Camp Nou Catalunya · Stéphanie Frappart · |  |

| 22 d'abril de 2022          | FC Barcelona (femení) | 5-1 | VfL Wolfsburg (femení) | Barcelona, Catalunya                                                                                            |  |
| 18:45 CEST Semifinals anada | 1-0, Aitana Bonmatí (3'); 2-0, Graham Hansen (10'); 3-0, Jennifer Hermoso (33'); 4-0, Alexia Putellas (38'); 5-1, Alexia Putellas (85') |     | 4-1, Roord (73')       | Camp Nou Catalunya 91.648 espectadors Rècord mundial d'assistència a un partit femení de futbol · Braz Bastos · |  |

| 30 d'abril de 2022            | VfL Wolfsburg (femení)                 | 2-0 | FC Barcelona (femení) | Wolfsburg, Alemanya                         |  |
| 18:00 CEST Semifinals tornada | 1-0, Wassmmuth (47'); 2-0, Roord (59') |     |                       | Volkswagen Arena Alemanya · Cheryl Foster · |  |

| 21 de maig de 2022 | FC Barcelona (femení) | 1-3 | Olympique Lyonnais (femení)                               | Turí, Itàlia                                 |  |
| 19:00 CEST Final   | 1-3, Alexia (41')     |     | 0-1, Henry (6'); 0-2, Hegerberg (23'); 0-3, Macario (33') | Juventus Stadium, Itàlia · Lina Lehtovaara · |  |

## Estadístiques
A 29 Maig 2022
| No.                      | Pos. | Jugadora               | Lliga | Lliga | Copa de la Reina | Copa de la Reina | Supercopa d'Espanya | Supercopa d'Espanya | Lliga de Campions | Lliga de Campions | Total | Total | Targetes | Targetes | Notes  |
| No.                      | Pos. | Jugadora               | PJ    | Gols  | PJ               | Gols             | PJ                  | Gols                | PJ                | Gols              | PJ    | Gols  |          |          | Notes  |
| ------------------------ | ---- | ---------------------- | ----- | ----- | ---------------- | ---------------- | ------------------- | ------------------- | ----------------- | ----------------- | ----- | ----- | -------- | -------- | ------ |
| 1                        | PO   | Sandra Paños           | 17    | 0     | 4                | 0                | 2                   | 0                   | 10                | 0                 | 33    | 0     | 1        | 0        |        |
| 2                        | DF   | Irene Paredes          | 20+4  | 4     | 2                | 0                | 2                   | 0                   | 9+1               | 1                 | 38    | 5     | 6        | 0        |        |
| 3                        | DF   | Jana Fernández         | 6+6   | 2     | 0                | 0                | 2                   | 0                   | 3+1               | 0                 | 18    | 2     | 2        | 0        | [ 40 ] |
| 4                        | DF   | María Pilar León       | 20+2  | 2     | 4                | 1                | 0+1                 | 0                   | 8+1               | 1                 | 36    | 4     | 4        | 0        |        |
| 5                        | DF   | Melanie Serrano        | 9+14  | 3     | 0+1              | 0                | 0+2                 | 0                   | 2+3               | 0                 | 31    | 3     | 3        | 0        |        |
| 6                        | DV   | Clàudia Pina           | 10+14 | 15    | 2+2              | 2                | 0+1                 | 0                   | 2+6               | 2                 | 37    | 19    | 0        | 0        |        |
| 7                        | MC   | Caroline Graham Hansen | 21+2  | 6     | 1                | 0                | 2                   | 3                   | 8+1               | 2                 | 35    | 11    | 0        | 0        |        |
| 8                        | DF   | Marta Torrejón         | 28+1  | 6     | 4                | 0                | 2                   | 0                   | 8+2               | 2                 | 45    | 8     | 3        | 0        |        |
| 9                        | DV   | Mariona Caldentey      | 12+3  | 6     | 2                | 1                | 0                   | 0                   | 4+3               | 1                 | 24    | 8     | 2        | 0        |        |
| 10                       | DV   | Jennifer Hermoso       | 14+9  | 16    | 1+1              | 2                | 2                   | 0                   | 9                 | 5                 | 36    | 23    | 3        | 0        |        |
| 11                       | MC   | Alexia Putellas        | 19+7  | 18    | 4                | 4                | 2                   | 1                   | 10                | 11                | 42    | 34    | 4        | 0        |        |
| 12                       | MC   | Patricia Guijarro      | 23+2  | 4     | 2+1              | 0                | 2                   | 0                   | 8+1               | 0                 | 39    | 4     | 2        | 0        |        |
| 13                       | PO   | Cata Coll              | 8     | 0     | 0                | 0                | 0                   | 0                   | 1                 | 0                 | 9     | 0     | 0        | 0        | [ 41 ] |
| 14                       | MC   | Aitana Bonmatí         | 19+6  | 13    | 4                | 1                | 0                   | 0                   | 9+1               | 4                 | 39    | 18    | 1        | 1        |        |
| 15                       | DF   | Leila Ouahabi          | 16+9  | 2     | 2+2              | 0                | 1+1                 | 0                   | 3+6               | 1                 | 40    | 3     | 3        | 0        |        |
| 16                       | DV   | Fridolina Rolfö        | 17+9  | 9     | 3                | 0                | 2                   | 1                   | 9+2               | 3                 | 42    | 13    | 1        | 0        |        |
| 17                       | DF   | Andrea Pereira         | 11+8  | 0     | 1+3              | 0                | 0+1                 | 0                   | 3+2               | 0                 | 29    | 0     | 0        | 0        |        |
| 18                       | MC   | Ana-Maria Crnogorčević | 12+8  | 5     | 0+2              | 1                | 0                   | 0                   | 6+3               | 1                 | 31    | 7     | 0        | 0        |        |
| 19                       | DV   | Bruna Vilamala         | 2+3   | 3     | 0                | 0                | 0                   | 0                   | 1+1               | 0                 | 7     | 3     | 0        | 0        | [ 42 ] |
| 20                       | DV   | Asisat Oshoala         | 12+7  | 20    | 1                | 1                | 0+2                 | 0                   | 2+4               | 1                 | 28    | 22    | 1        | 0        |        |
| 22                       | MC   | Lieke Martens          | 13+8  | 16    | 3                | 2                | 2                   | 2                   | 3+3               | 2                 | 32    | 22    | 0        | 0        |        |
| 23                       | MC   | Ingrid Engen           | 12+11 | 2     | 3+1              | 0                | 1+1                 | 1                   | 3+6               | 1                 | 38    | 4     | 0        | 1        |        |
| 24                       | PO   | Gemma Font             | 5+1   | 0     | 0                | 0                | 0                   | 0                   | 0                 | 0                 | 6     | 0     | 0        | 0        |        |
| 28                       | DF   | María Molina           | 0+1   | 0     | 0+1              | 0                | 0                   | 0                   | 0                 | 0                 | 2     | 0     | 0        | 0        |        |
| 29                       | MC   | María Pérez            | 1+5   | 0     | 0+2              | 0                | 0                   | 0                   | 0+1               | 0                 | 9     | 0     | 0        | 0        |        |
| 31                       | MC   | Júlia Bartel           | 1+1   | 0     | 0                | 0                | 0                   | 0                   | 0                 | 0                 | 2     | 0     | 0        | 0        |        |
| 32                       | DV   | Ornella Vignola        | 0+1   | 0     | 0                | 0                | 0                   | 0                   | 0+1               | 0                 | 2     | 0     | 0        | 0        |        |
| 33                       | DV   | Ona Baradad            | 2+5   | 1     | 1+2              | 0                | 0                   | 0                   | 0+2               | 0                 | 12    | 1     | 0        | 0        |        |
| 38                       | DF   | Martina Fernández      | 0+1   | 0     | 0+1              | 0                | 0                   | 0                   | 0                 | 0                 | 2     | 0     | 0        | 0        |        |
| 39                       | DF   | Esther Laborde         | 1     | 0     | 0                | 0                | 0                   | 0                   | 0                 | 0                 | 1     | 0     | 0        | 0        |        |
| Gols en pròpia porta (5) |      |                        |       |       |                  |                  |                     |                     |                   |                   |       |       |          |          |        |

### Assistències
A 29 Maig 2022
| Rànquing | No. | Pos. | Jugadora               | Lliga | Copa de la Reina | Supercopa d'Espanya | Lliga de Campions | Total |
| -------- | --- | ---- | ---------------------- | ----- | ---------------- | ------------------- | ----------------- | ----- |
| 1        | 7   | DV   | Caroline Hansen        | 13    | 0                | 2                   | 4                 | 19    |
| 2        | 11  | MC   | Alexia Putellas        | 15    | 1                | 0                   | 2                 | 18    |
| 2        | 22  | DV   | Lieke Martens          | 13    | 3                | 0                   | 2                 | 18    |
| 4        | 16  | DV   | Fridolina Rolfö        | 10    | 0                | 1                   | 6                 | 17    |
| 5        | 6   | DV   | Clàudia Pina           | 11    | 3                | 0                   | 2                 | 16    |
| 6        | 12  | MC   | Patricia Guijarro      | 9     | 1                | 0                   | 3                 | 13    |
| 7        | 10  | DV   | Jennifer Hermoso       | 6     | 0                | 0                   | 2                 | 8     |
| 8        | 8   | DF   | Marta Torrejón         | 5     | 0                | 1                   | 1                 | 7     |
| 8        | 4   | DF   | María Pilar León       | 5     | 0                | 0                   | 2                 | 7     |
| 8        | 20  | DV   | Asisat Oshoala         | 3     | 1                | 1                   | 2                 | 7     |
| 11       | 14  | MC   | Aitana Bonmatí         | 6     | 0                | 0                   | 0                 | 6     |
| 11       | 9   | DV   | Mariona Caldentey      | 5     | 0                | 0                   | 1                 | 6     |
| 13       | 15  | DF   | Leila Ouahabi          | 2     | 2                | 0                   | 0                 | 4     |
| 14       | 18  | DV   | Ana-Maria Crnogorčević | 2     | 0                | 0                   | 1                 | 3     |
| 15       | 5   | DF   | Melanie Serrano        | 2     | 0                | 0                   | 0                 | 2     |
| 16       | 19  | DV   | Bruna Vilamala         | 1     | 0                | 0                   | 0                 | 1     |
| 17       | 2   | DF   | Irene Paredes          | 1     | 0                | 0                   | 0                 | 1     |
| 18       | 31  | MC   | Júlia Bartel           | 1     | 0                | 0                   | 0                 | 1     |
| 19       | 17  | DF   | Andrea Pereira         | 0     | 1                | 0                   | 0                 | 1     |